# João Paleólogo (filho de Andrônico II)
João Paleólogo (em grego: Ἱωάννης Παλαιολόγος; 1286–1307) era filho do imperador bizantino Andrônico II Paleólogo (r. 1282–1326) com sua segunda esposa, Irene de Monferrato. Recebeu o título supremo de déspota em 22 de maio de 1295 e casou-se com Irene Cumnena, filha do mesazonte Nicéforo Cumno, em 1303, mas o casal não teve filhos. A partir do ano seguinte, serviu como governador da Tessalônica, onde fez doações de terras para o Mosteiro de Hodegetria. Em 1305, o trono da Marca de Monferrato ficou vago e sua mãe queria enviá-lo para reivindicá-lo, mas foi impedida pelo patriarca de Constantinopla Atanásio I, e o irmão mais novo de João, Teodoro I foi enviado em seu lugar. João morreu em 1307 em Tessalônica e, em 1321, seu corpo foi transferido para Constantinopla para ser enterrado no Mosteiro do Pantocrator.